# Arcata
Arcata és una població dels Estats Units a l'estat de Califòrnia. Segons el cens del 2006 tenia 17.294 habitants.

## Demografia
Segons el cens del 2000, Arcata tenia 16.651 habitants, 7.051 habitatges, i 2.813 famílies. La densitat de població era de 699,6 habitants per km².
Dels 7.051 habitatges en un 19,7% hi vivien nens de menys de 18 anys, en un 25,9% hi vivien parelles casades, en un 10,4% dones solteres, i en un 60,1% no eren unitats familiars. En el 34,8% dels habitatges hi vivien persones soles el 7,1% de les quals corresponia a persones de 65 anys o més que vivien soles. El nombre mitjà de persones vivint en cada habitatge era de 2,16 i el nombre mitjà de persones que vivien en cada família era de 2,81.
Per edats la població es repartia de la següent manera: un 15,3% tenia menys de 18 anys, un 32,3% entre 18 i 24, un 27,8% entre 25 i 44, un 15,9% de 45 a 60 i un 8,7% 65 anys o més.
L'edat mitjana era de 26 anys. Per cada 100 dones de 18 o més anys hi havia 96,9 homes.
La renda mitjana per habitatge era de 22.315 $ i la renda mitjana per família de 36.716 $. Els homes tenien una renda mitjana de 26.577 $ mentre que les dones 24.358 $. La renda per capita de la població era de 15.531 $. Entorn del 14,3% de les famílies i el 32,2% de la població estaven per davall del llindar de pobresa.

## Poblacions més properes
El següent diagrama mostra les poblacions més properes.